# Luofloden (Henan)
Luofloden (洛河; Luò Hé) är en flod i Kina.. Floden rinner upp i Hua Shan i Shaanxi och fotsättet öster ut genom Henan förbi Luoyang tills den förenas med Yifloden och bildar Yiluofloden som rinner ut i Gula floden.
Klimatet i området är fuktigt och subtropiskt. Årsmedeltemperaturen i trakten är 16 °C. Den varmaste månaden är juli, då medeltemperaturen är 27 °C, och den kallaste är januari, med 0 °C. Genomsnittlig årsnederbörd är 617 millimeter. Den regnigaste månaden är juli, med i genomsnitt 126 mm nederbörd, och den torraste är december, med 4 mm nederbörd.